# Korokī Mahuta
Korokī Te Rata Mahuta Tāwhiao Pōtatau Te Wherowhero (Huntly, 16 giugno 1906 – Ngaruawahia, 18 maggio 1966) è stato re dei Māori dal 1933 al 1966.

## Biografia
Korokī nacque a Waahi, Huntly, il 16 giugno 1906. Era il figlio maggiore del quarto re dei Maori Te Rata e di sua moglie Te Uranga Matai, della tribù Ngāti Korokī. Venne chiamato Korokī come l'antenato della tribù di sua madre. Aveva un fratello minore, Taipu, che morì nel 1924, poco dopo essere arrivato al Wesley College.
Korokī ebbe una relazione con Te Paea Raihe, probabilmente negli anni '20, ed ebbe due figlie. Verso il 1930 Te Puea Herangi gli fece sposare sua nipote Te Atairangikaahu, la figlia di suo fratello Wanakore Herangi. Te Atairangikaahu ebbe una figlia, Piki, nata nel 1931. Nel 1939 adottarono un figlio, Robert Mahuta. Korokī e la sua famiglia vivevano a Waahi.
Suo padre morì il 1º ottobre 1933, quando Korokī aveva appena 24 anni. Fu scelto per succedergli come re ma accettò con riluttanza. Venne incoronato l'8 ottobre 1933, il giorno del funerale di suo padre.
Nei suoi primi anni da sovrano fu strettamente sorvegliato da Tumate Mahuta e Tonga Mahuta, fratelli di suo padre, e da Haunui Tawhiao, fratello di suo nonno, il re Mahuta Tāwhiao. Due dei suoi principali confidenti e sostenitori erano Pei Te Hurinui Jones e Piri Poutapu.
Affermò che con così tanti Waikato Maori che vivono in povertà non ci si poteva permettere un re. Durante tutto il suo regno subì l'influenza forte ma conflittuale di diverse fazioni opposte che crearono alcune controversie. Perse una battaglia con i politici per mantenere il paese libero dalle licenze per la vendita di alcolici. Il 30 dicembre 1953 ricevette la regina Elisabetta II nella sua residenza ufficiale di Tūrangawaewae a Ngaruawahia. La sovrana stava compiendo il suo primo tour dopo l'incoronazione. Il governo gli negò tuttavia il permesso di pronunciare un discorso in cui avrebbe compiuto il passo storico di dichiarare la lealtà alla Corona britannica. Una copia del discorso fu successivamente inviata alla regina.
Dalla fine degli anni '50 la sua salute cominciò a deteriorarsi. Morì a Ngaruawahia il 18 maggio 1966 all'età di 59 anni. Il 23 maggio fu sepolto sul monte Taupiri. Gli succedette Piki, che ricevette il nome di sua madre in occasione dell'incoronazione.